# 藪前知子
藪前 知子（やぶまえ ともこ、1974年 - ）は、日本のキュレーター、東京都現代美術館学芸員。

## 概要
東京都生まれ。キュレーター、批評家。美術評論家連盟所属。学習院大学大学院人文科学研究科博士後期課程満期退学。在学中、 雑誌『issues』(多摩美術大学大学院美術研究科芸術学、1997-2002年頃)に執筆活動開始。
東京都現代美術館学芸員(2004 - 2022)時代には大竹伸朗や山口小夜子、石岡瑛子といったその質や量でジャンルを横断するアーティストたちの仕事を俯瞰させる個展を企画し、東京都美術館（2022 - 2023）では「マティス展」を手がけ、現在は東京都現代美術館に異動。また札幌国際芸術祭2017のバンドメンバー（キュレーション担当）や、一般社団法人HAPSが手がける障害者と健常者とを棲み分けるようなアートシーンに対して「キュレーションを公平に拡張する」企画のゲストキュレーターを保坂健二朗に続いて担当するなど所属美術館以外の活動も行う。

## 企画
- 「岡﨑乾二郎 而今而後 ジコンジゴ Time Unfolding Here」（2025、東京都現代美術館）
- 「日本現代美術私観：高橋龍太郎コレクション」（2024、東京都現代美術館）
- 「マティス展」（2023、東京都美術館）
- 「展覧会　岡本太郎」（2022、東京都美術館）
- 「クリスチャン・マークレー トランスレーティング[翻訳する] 」(2021 - 2022、東京都現代美術館)
- 「石岡瑛子 血が、汗が、涙がデザインできるか」（2020 - 2021、東京都現代美術館)
- 「東京計画2019」（2019、gallery αM）
- 「百年の編み手たち－流動する日本の近現代美術－」（関直子との共同キュレーション、2019、東京都現代美術館）
- 「MOTアニュアル2019 Echo after Echo：仮の声、新しい影」（2019、東京都現代美術館）
- 「MOTサテライト2017 往来往来」（2017、東京都現代美術館）
- 「おとなもこどもも考える ここはだれの場所？」(2015、東京都現代美術館)
- 「山口小夜子 未来を着る人」(2015、東京都現代美術館)
- 「クロニクル1995－」(2014、東京都現代美術館)
- 「Omnilogue: Your Voice is Mine」(2013、東京都現代美術館)
- 「特集展示 岡崎乾二郎」(2009、東京都現代美術館)
- 「大竹伸朗 全景 1955-2006」(2006、東京都現代美術館)

## 参考
webちくまコラム